# Myotis leibii
Myotis leibii је врста слепог миша из породице вечерњака (лат. Vespertilionidae).

## Распрострањење
Врста је присутна у Канади и Сједињеним Америчким Државама.

## Станиште
Врста Myotis leibii има станиште на копну.

## Угроженост
Ова врста није угрожена, и наведена је као последња брига јер има широко распрострањење.

### Популациони тренд
Популација ове врсте је стабилна, судећи по доступним подацима.